# Chiesa di Santa Maria Assunta e Sant'Emiliano (Padenghe sul Garda)
La chiesa di Santa Maria Assunta e Sant'Emiliano è la parrocchiale di Padenghe sul Garda, in provincia di Brescia e diocesi di Verona; fa parte del vicariato del Lago Bresciano.

## Storia
L'originaria chiesa di Santa Maria Assunta, sorta forse al posto di un antico xenodochio, è citata per la prima volta nella relazione della vista del 13 ottobre 1454 di Matteo Canato, delegato del vescovo Ermolao Barbaro, nella quale si legge che essa era stata ampliata di recente e che da una ventina d'anni era dotata del fonte battesimale; il giorno successivo, il 14 ottobre, il luogo di culto venne consacrato.

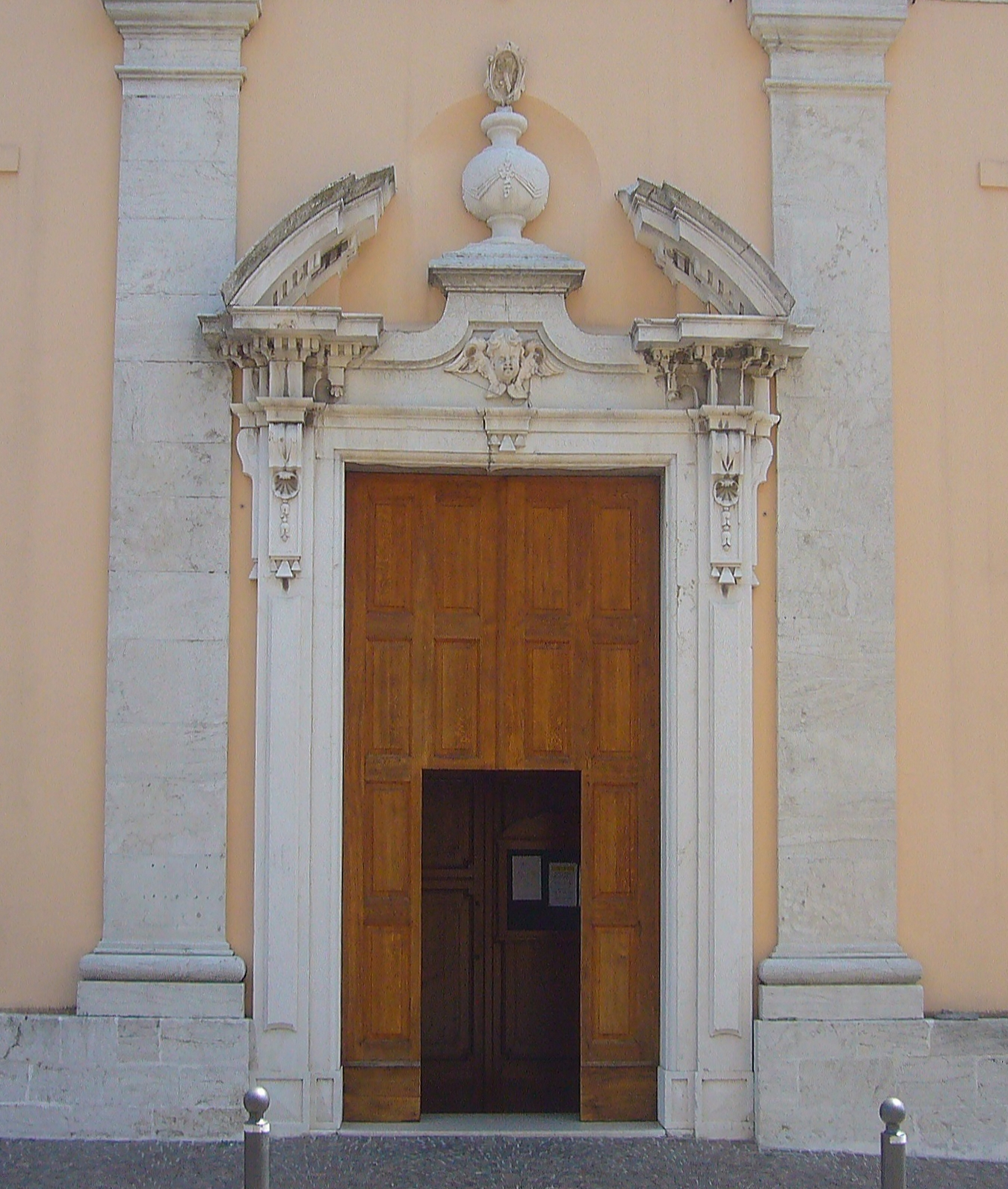
Il portale d'ingresso

Nel 1525 il vescovo Gian Matteo Giberti, compiendo la sua visita pastorale, annotò che la chiesa aveva il titolo di parrocchiale, qui traslato dall'antica pieve di Sant'Emiliano, distante dal borgo e scomoda per i fedeli.
Tra la fine del Cinque e l'inizio del Seicento l'edificio venne interessato da un importante intervento di ricostruzione in forme più ampie; la consacrazione fu impartita il 19 giugno 1628 da monsignor Aurelio Averoldi.
La facciata venne invece portata a termine appena nel 1682, come ricordato da un'iscrizione presente sull'architrave del portale d'ingresso.
Nel 1836 fu edificata la cappella laterale del Crocifisso e nel 1926 il campanile venne sopraelevato su progetto dell'architetto veronese Giuseppe Trecca.
Nella seconda metà degli anni sessanta la parrocchiale venne interessata dall'adeguamento liturgico secondo le norme postconciliari, in occasione del quale si procedette alla rimozione delle balaustre del presbiterio e all'aggiunta dell'altare rivolto verso l'assemblea.

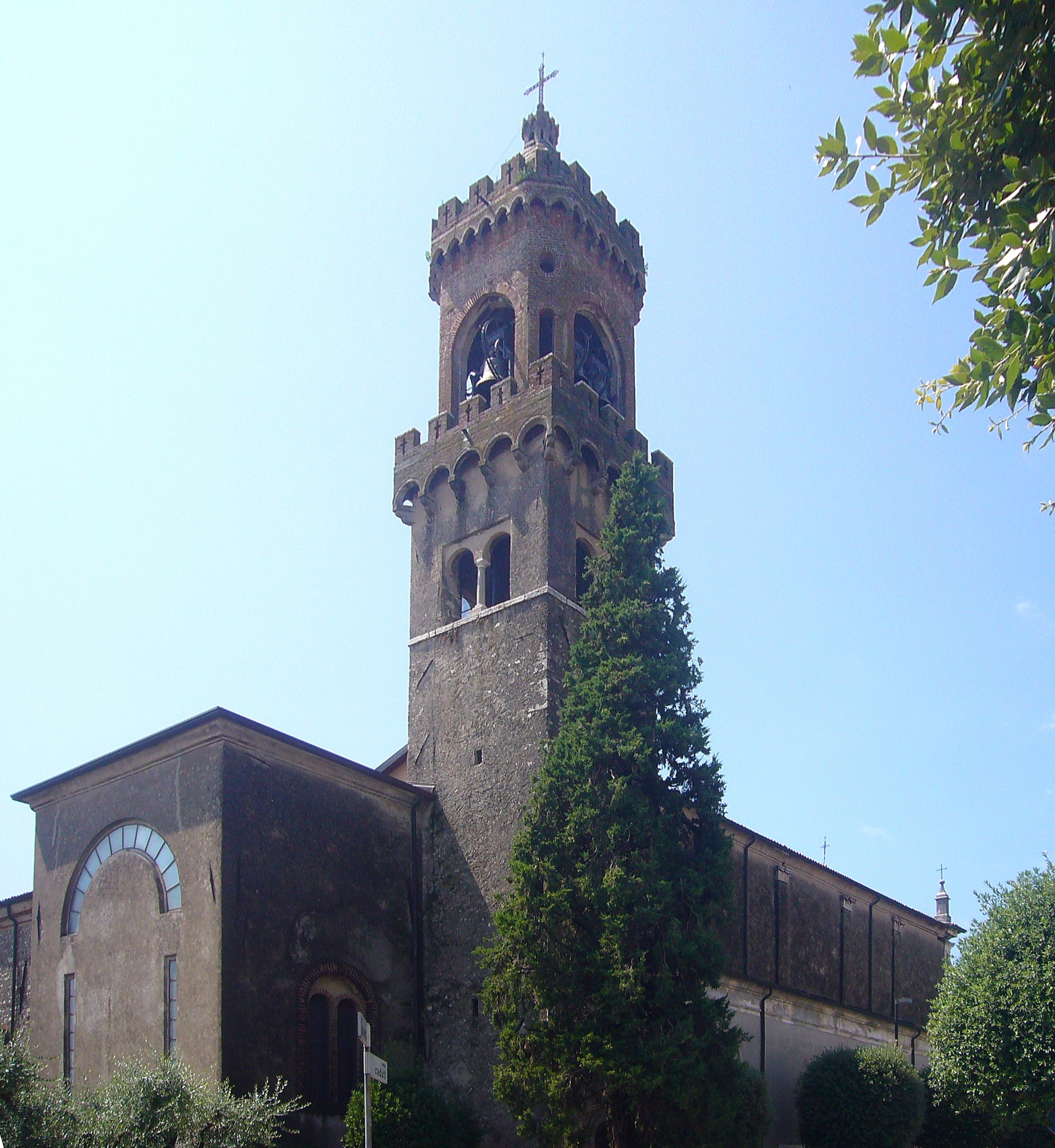
Il campanile

## Descrizione

### Esterno
La facciata della chiesa, rivolta a occidente, è suddivisa da una cornice marcapiano in due registri, entrambi scanditi da lesene; quello inferiore, più largo, presenta al centro il portale d'ingresso e due nicchie ospitanti le statue dei Santi Emiliano e Cassiano, mentre quello superiore è caratterizzato da una serliana e coronato dal timpano di forma triangolare.
Annesso alla parrocchiale è il camapanile a pianta quadrata, costruito nel 1626, che presenta una doppia cella; quella inferiore è caratterizzata da bifore, mentre quella superiore da monofore.

### Interno

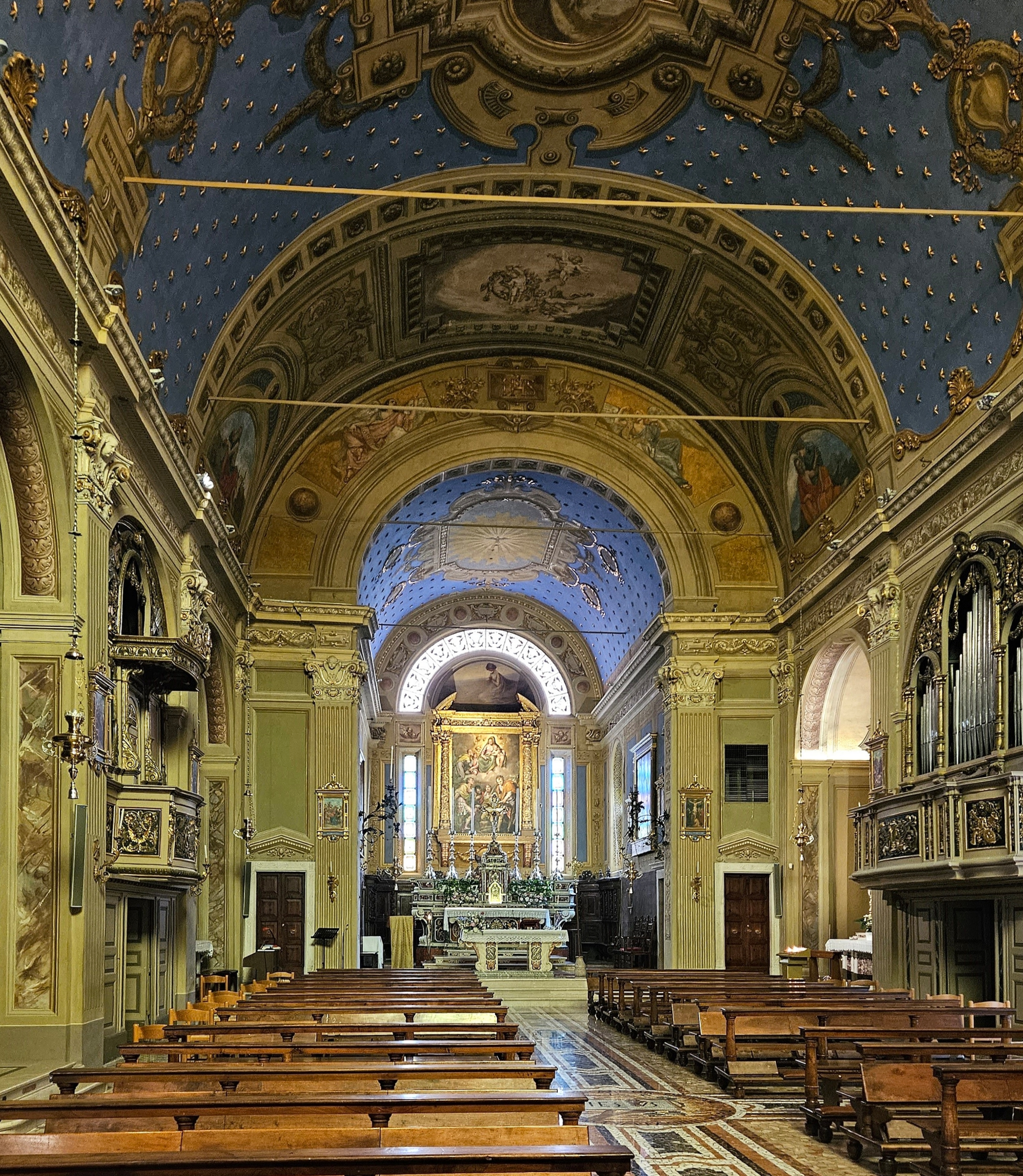
L'interno

L'interno dell'edificio si compone di un'unica navata, sulla quale si affacciano le dieci cappelle laterali introdotte da archi a tutto sesto e le cui pareti sono scandite da paraste sorreggenti la trabeazione modanata e aggettante sopra la quale si imposta la volta a botte decorata a cielo stellato; al termine dell'aula si sviluppa il presbiterio, rialzato di alcuni gradini e chiuso dalla parete di fondo piatta.
Qui sono conservate diverse opere di pregio, tra le quali l'altare maggiore, risalente al Settecento, la pala raffigurante la Madonna col Bambino in gloria, con i Santi Emiliano, Cassiano, Miletto, Ippolito, Vito e Modesto, eseguita nel 1584 da Paolo Farinati, la tela con soggetto Maria in preghiera con il cuore trafitto da sette pugnali, realizzata all'inizio del Seicento da Antonio Gandino, il simulacro ligneo della Deposizione, intagliata da Beniamino Simoni, le due statue in marmo che rappresentano la Verginità e l'Umiltà, scolpite nel 1773 da Antonio Calegari, l'altare delle reliquie, risente al XVI secolo, e gli affreschi della volta ritraenti la Madonna in gloria tra gli apostoli e la Colomba dello Spirito Santo tra simboli eucaristici, dipinti da Arturo Castelli nel 1909.La pala della Beata Vergine in trono con il Bambin Gesù attorniata dai santi: Cristoforo, Sebastiano, Antonio Abate e Donato del 1552 è l'ultima opera di Zenone Veronese.